# Pipra Pra.Dha
Pipra Pra.Dha – gaun wikas samiti we wschodniej części Nepalu w strefie Sagarmatha w dystrykcie Siraha. Według nepalskiego spisu powszechnego z 2001 roku liczył on 637 gospodarstw domowych i 3641 mieszkańców (1748 kobiet i 1893 mężczyzn).